# Feitelijke handeling
Feitelijke handeling is een term in de Nederlandse rechtsgeleerdheid. De term heeft afhankelijk van de context een engere of ruimere betekenis. Voor de ruimere betekenis wordt ook wel de term feitelijk handelen gebruikt.

## Feitelijke handeling als menselijke handeling met niet-beoogd rechtsgevolg
In engere zin wordt met feitelijke handeling een menselijke handeling met rechtsgevolg aangeduid die geen rechtshandeling is. Bij de rechtshandeling treedt het rechtsgevolg op, omdat dit in de handeling werd beoogd. Bijvoorbeeld bij het ondertekenen van een huurovereenkomst, het mondeling sluiten van een koopovereenkomst of het aangeven van een kind na de geboorte. Bij de feitelijke handeling daarentegen is het niet nodig dat de wil tot het in het leven roepen van het rechtsgevolg verondersteld moet kunnen worden bij de actor. Een voorbeeld van een dergelijke feitelijke handeling is het plegen van een strafbaar feit. Ongeacht of de pleger dit wil, treedt een rechtsgevolg in: hij wordt strafbaar. Hetzelfde geldt voor acties waar een boete op staat.

## Feitelijke handeling in ruimere zin (met name in bestuursrecht)
In ruimere zin wordt de term feitelijke handeling ook wel feitelijk handelen genoemd. Ook hier gebruikt men de term om een onderscheid te maken met de rechtshandeling, maar impliceert de term feitelijke handeling niet dat er sprake is van een rechtsgevolg. Dit gebruik van de uitdrukking feitelijke handeling komt men met name tegen in het bestuursrecht, waarbij met feitelijk handelen dat optreden van de overheid wordt aangeduid dat niet als rechtshandeling kan worden gekwalificeerd. Te denken valt hierbij aan het handelen van de overheid bij de uitvoering van haar publiekrechtelijke taken zoals het ophalen van vuilnis of onderhoud van wegen. Dit zijn geen handelingen waaraan per se een rechtsgevolg kleeft, zoals wel het geval is bij rechtshandelingen zoals het verlenen van vergunningen en andere besluiten. Het onderscheid tussen feitelijke handeling en rechtshandeling is in het bestuursrecht van belang om te bepalen op welke wijze men zich tegen het overheidsoptreden kan verweren.
| Rechtsfeitenschema Nederlands privaat- en publiekrecht                                                    | Rechtsfeitenschema Nederlands privaat- en publiekrecht                                                    | Rechtsfeitenschema Nederlands privaat- en publiekrecht                                                      | Rechtsfeitenschema Nederlands privaat- en publiekrecht                                     | Rechtsfeitenschema Nederlands privaat- en publiekrecht                                     | Rechtsfeitenschema Nederlands privaat- en publiekrecht                                     | Rechtsfeitenschema Nederlands privaat- en publiekrecht                                     | Rechtsfeitenschema Nederlands privaat- en publiekrecht                                     | Rechtsfeitenschema Nederlands privaat- en publiekrecht                                     | Rechtsfeitenschema Nederlands privaat- en publiekrecht                                     | Rechtsfeitenschema Nederlands privaat- en publiekrecht                                     | Rechtsfeitenschema Nederlands privaat- en publiekrecht                                               | Rechtsfeitenschema Nederlands privaat- en publiekrecht                                     | Rechtsfeitenschema Nederlands privaat- en publiekrecht                                                                     | Rechtsfeitenschema Nederlands privaat- en publiekrecht                                                   |
| --- | --- | --- | ------------------------------------------------------------------------------------------ | ------------------------------------------------------------------------------------------ | ------------------------------------------------------------------------------------------ | ------------------------------------------------------------------------------------------ | ------------------------------------------------------------------------------------------ | ------------------------------------------------------------------------------------------ | ------------------------------------------------------------------------------------------ | ------------------------------------------------------------------------------------------ | --- | ------------------------------------------------------------------------------------------ | --- | --- |
| Feiten (gebeurtenissen, omstandigheden, handelingen, tijdsverlopen)                                       | | |                                                                                            |                                                                                            |                                                                                            |                                                                                            |                                                                                            |                                                                                            |                                                                                            |                                                                                            | |                                                                                            | | |
| Rechtsfeiten (gebeurtenissen, omstandigheden, handelingen, tijdsverlopen met rechtsgevolg)                | Rechtsfeiten (gebeurtenissen, omstandigheden, handelingen, tijdsverlopen met rechtsgevolg)                | Rechtsfeiten (gebeurtenissen, omstandigheden, handelingen, tijdsverlopen met rechtsgevolg)                  | Rechtsfeiten (gebeurtenissen, omstandigheden, handelingen, tijdsverlopen met rechtsgevolg) | Rechtsfeiten (gebeurtenissen, omstandigheden, handelingen, tijdsverlopen met rechtsgevolg) | Rechtsfeiten (gebeurtenissen, omstandigheden, handelingen, tijdsverlopen met rechtsgevolg) | Rechtsfeiten (gebeurtenissen, omstandigheden, handelingen, tijdsverlopen met rechtsgevolg) | Rechtsfeiten (gebeurtenissen, omstandigheden, handelingen, tijdsverlopen met rechtsgevolg) | Rechtsfeiten (gebeurtenissen, omstandigheden, handelingen, tijdsverlopen met rechtsgevolg) | Rechtsfeiten (gebeurtenissen, omstandigheden, handelingen, tijdsverlopen met rechtsgevolg) | Rechtsfeiten (gebeurtenissen, omstandigheden, handelingen, tijdsverlopen met rechtsgevolg) | Rechtsfeiten (gebeurtenissen, omstandigheden, handelingen, tijdsverlopen met rechtsgevolg)           | Rechtsfeiten (gebeurtenissen, omstandigheden, handelingen, tijdsverlopen met rechtsgevolg) | Rechtsfeiten (gebeurtenissen, omstandigheden, handelingen, tijdsverlopen met rechtsgevolg)                                 | Blote feiten (gebeurtenissen, omstandigheden, menselijke handelingen, tijdsverlopen zonder rechtsgevolg) |
| Menselijke handelingen met rechtsgevolg                                                                   | Menselijke handelingen met rechtsgevolg                                                                   | Menselijke handelingen met rechtsgevolg                                                                     | Menselijke handelingen met rechtsgevolg                                                    | Menselijke handelingen met rechtsgevolg                                                    | Menselijke handelingen met rechtsgevolg                                                    | Menselijke handelingen met rechtsgevolg                                                    | Menselijke handelingen met rechtsgevolg                                                    | Menselijke handelingen met rechtsgevolg                                                    | Menselijke handelingen met rechtsgevolg                                                    | Menselijke handelingen met rechtsgevolg                                                    | Menselijke handelingen met rechtsgevolg                                                              | Menselijke handelingen met rechtsgevolg                                                    | Blote rechtsfeiten (feiten met rechtsgevolg, zijnde geen menselijke handelingen) verjaring overlijden geboorte naburigheid | Blote feiten (gebeurtenissen, omstandigheden, menselijke handelingen, tijdsverlopen zonder rechtsgevolg) |
| Rechtshandelingen (menselijke handelingen met beoogd rechtsgevolg)                                        | Rechtshandelingen (menselijke handelingen met beoogd rechtsgevolg)                                        | Rechtshandelingen (menselijke handelingen met beoogd rechtsgevolg)                                          | Rechtshandelingen (menselijke handelingen met beoogd rechtsgevolg)                         | Rechtshandelingen (menselijke handelingen met beoogd rechtsgevolg)                         | Rechtshandelingen (menselijke handelingen met beoogd rechtsgevolg)                         | Rechtshandelingen (menselijke handelingen met beoogd rechtsgevolg)                         | Rechtshandelingen (menselijke handelingen met beoogd rechtsgevolg)                         | Rechtshandelingen (menselijke handelingen met beoogd rechtsgevolg)                         | Rechtshandelingen (menselijke handelingen met beoogd rechtsgevolg)                         | Rechtshandelingen (menselijke handelingen met beoogd rechtsgevolg)                         | Feitelijke handelingen (menselijke handelingen met niet-beoogd rechtsgevolg)                         | Feitelijke handelingen (menselijke handelingen met niet-beoogd rechtsgevolg)               | Blote rechtsfeiten (feiten met rechtsgevolg, zijnde geen menselijke handelingen) verjaring overlijden geboorte naburigheid | Blote feiten (gebeurtenissen, omstandigheden, menselijke handelingen, tijdsverlopen zonder rechtsgevolg) |
| Eenzijdige rechtshandelingen                                                                              | Eenzijdige rechtshandelingen                                                                              | Eenzijdige rechtshandelingen                                                                                | Meerzijdige rechtshandelingen                                                              | Meerzijdige rechtshandelingen                                                              | Meerzijdige rechtshandelingen                                                              | Meerzijdige rechtshandelingen                                                              | Meerzijdige rechtshandelingen                                                              | Meerzijdige rechtshandelingen                                                              | Meerzijdige rechtshandelingen                                                              | Meerzijdige rechtshandelingen                                                              | Onrechtmatige daad veroorzaken ongeluk, gevaarzetting en/of Strafbaar feit moord, doodslag, diefstal | Rechtmatige daad zaakwaarneming, ongerechtvaardigde verrijking, onverschuldigde betaling   | Blote rechtsfeiten (feiten met rechtsgevolg, zijnde geen menselijke handelingen) verjaring overlijden geboorte naburigheid | Blote feiten (gebeurtenissen, omstandigheden, menselijke handelingen, tijdsverlopen zonder rechtsgevolg) |
| Eenzijdige privaatrechtelijke rechtshandeling                                                             | Eenzijdige privaatrechtelijke rechtshandeling                                                             | Eenzijdige publiekrechtelijke rechtshandeling wetgeving besluit met algemene strekking, beschikking, vonnis | Meerzijdige privaatrechtelijke rechtshandeling                                             | Meerzijdige privaatrechtelijke rechtshandeling                                             | Meerzijdige privaatrechtelijke rechtshandeling                                             | Meerzijdige privaatrechtelijke rechtshandeling                                             | Meerzijdige privaatrechtelijke rechtshandeling                                             | Meerzijdige privaatrechtelijke rechtshandeling                                             | Meerzijdige privaatrechtelijke rechtshandeling                                             | Meerzijdige publiekrechtelijke rechtshandeling afspraak tussen overheidsorganen            | Onrechtmatige daad veroorzaken ongeluk, gevaarzetting en/of Strafbaar feit moord, doodslag, diefstal | Rechtmatige daad zaakwaarneming, ongerechtvaardigde verrijking, onverschuldigde betaling   | Blote rechtsfeiten (feiten met rechtsgevolg, zijnde geen menselijke handelingen) verjaring overlijden geboorte naburigheid | Blote feiten (gebeurtenissen, omstandigheden, menselijke handelingen, tijdsverlopen zonder rechtsgevolg) |
| Gerichte eenzijdige privaatrechtelijke rechtshandeling aanbod, aanvaarding, opzegging arbeidsovereenkomst | Ongerichte eenzijdige privaatrechtelijke rechtshandeling wilsbeschikking, verwerping/ aanvaarding erfenis | Eenzijdige publiekrechtelijke rechtshandeling wetgeving besluit met algemene strekking, beschikking, vonnis | Privaatrechtelijke overeenkomsten                                                          | Privaatrechtelijke overeenkomsten                                                          | Privaatrechtelijke overeenkomsten                                                          | Privaatrechtelijke overeenkomsten                                                          | Privaatrechtelijke overeenkomsten                                                          | Privaatrechtelijke overeenkomsten                                                          | Overige privaatrechtelijke meerzijdige rechtshandelingen                                   | Meerzijdige publiekrechtelijke rechtshandeling afspraak tussen overheidsorganen            | Onrechtmatige daad veroorzaken ongeluk, gevaarzetting en/of Strafbaar feit moord, doodslag, diefstal | Rechtmatige daad zaakwaarneming, ongerechtvaardigde verrijking, onverschuldigde betaling   | Blote rechtsfeiten (feiten met rechtsgevolg, zijnde geen menselijke handelingen) verjaring overlijden geboorte naburigheid | Blote feiten (gebeurtenissen, omstandigheden, menselijke handelingen, tijdsverlopen zonder rechtsgevolg) |
| Gerichte eenzijdige privaatrechtelijke rechtshandeling aanbod, aanvaarding, opzegging arbeidsovereenkomst | Ongerichte eenzijdige privaatrechtelijke rechtshandeling wilsbeschikking, verwerping/ aanvaarding erfenis | Eenzijdige publiekrechtelijke rechtshandeling wetgeving besluit met algemene strekking, beschikking, vonnis | Verbintenisscheppende (obligatoire) overeenkomst                                           | Verbintenisscheppende (obligatoire) overeenkomst                                           | Goederenrechtelijke overeenkomst levering, cessie                                          | Bevrijdende (liberatoire) overeenkomst kwijtschelding, afstand                             | Familierechtelijke overeenkomst huwelijksvoorwaarden                                       | Overige overeenkomsten                                                                     | Overige privaatrechtelijke meerzijdige rechtshandelingen                                   | Meerzijdige publiekrechtelijke rechtshandeling afspraak tussen overheidsorganen            | Onrechtmatige daad veroorzaken ongeluk, gevaarzetting en/of Strafbaar feit moord, doodslag, diefstal | Rechtmatige daad zaakwaarneming, ongerechtvaardigde verrijking, onverschuldigde betaling   | Blote rechtsfeiten (feiten met rechtsgevolg, zijnde geen menselijke handelingen) verjaring overlijden geboorte naburigheid | Blote feiten (gebeurtenissen, omstandigheden, menselijke handelingen, tijdsverlopen zonder rechtsgevolg) |
| Gerichte eenzijdige privaatrechtelijke rechtshandeling aanbod, aanvaarding, opzegging arbeidsovereenkomst | Ongerichte eenzijdige privaatrechtelijke rechtshandeling wilsbeschikking, verwerping/ aanvaarding erfenis | Eenzijdige publiekrechtelijke rechtshandeling wetgeving besluit met algemene strekking, beschikking, vonnis | Wederkerige overeenkomst koop, huur                                                        | Eenzijdige overeenkomst schenking, bewaarneming                                            | Goederenrechtelijke overeenkomst levering, cessie                                          | Bevrijdende (liberatoire) overeenkomst kwijtschelding, afstand                             | Familierechtelijke overeenkomst huwelijksvoorwaarden                                       | Overige overeenkomsten                                                                     | Overige privaatrechtelijke meerzijdige rechtshandelingen                                   | Meerzijdige publiekrechtelijke rechtshandeling afspraak tussen overheidsorganen            | Onrechtmatige daad veroorzaken ongeluk, gevaarzetting en/of Strafbaar feit moord, doodslag, diefstal | Rechtmatige daad zaakwaarneming, ongerechtvaardigde verrijking, onverschuldigde betaling   | Blote rechtsfeiten (feiten met rechtsgevolg, zijnde geen menselijke handelingen) verjaring overlijden geboorte naburigheid | Blote feiten (gebeurtenissen, omstandigheden, menselijke handelingen, tijdsverlopen zonder rechtsgevolg) |